# طرخشقون جليدي
طرخشقون جليدي (الاسم العلمي:Taraxacum glaciale) هو نوع من النباتات يتبع جنس الطرخشقون من الفصيلة النجمية.